# Lipnice (Dvůr Králové nad Labem)
Lipnice (německy Lipnitz) je část města Dvůr Králové nad Labem v okrese Trutnov. Nachází se na jihozápadě Dvora Králové nad Labem, něco přes 2 km od centra města. Prochází zde silnice II/300, u níž stojí kaple svatého Jana Nepomuckého. Lipnice leží v katastrálním území Lipnice u Dvora Králové o rozloze 4,16 km2.

## Historie
Z dochované manské knihy z let 1480 až 1539 je patrné, že Lipnice byla šosovní vesnicí, která platila ve prospěch města Dvůr Králové nad Labem speciální daň a tím tak vesnice přispívala na placení šosu královně. Do roku 1980 byla Lipnice samostatná obec, od 1.1.1981 je částí města Dvůr Králové nad Labem.

## Vývoj obyvatelstva
| 1890 | 2001 | 2021 |
| ---- | ---- | ---- |
| 370  | 416  | 393  |

## Osadní výbor
V rámci města Dvůr Králové nad Labem mají celkem čtyři části města vlastní orgán, který se nazývá osadní výbor, ten disponuje finančními prostředky a rozhoduje o jejich investici. Dále osadní výbor může vznášet požadavky ve vztahu k městu. Osadní výbor Lipnice má ke dni 14.2. 2024 celkem šest členů.

## Železniční trať
Katastrálním území Lipnice vede železniční trať, které spojuje města Liberec a Pardubice. Dále vede Lipnicí vlečka spojující dvorské vlakové nádraží s královédvorskou teplárnou.

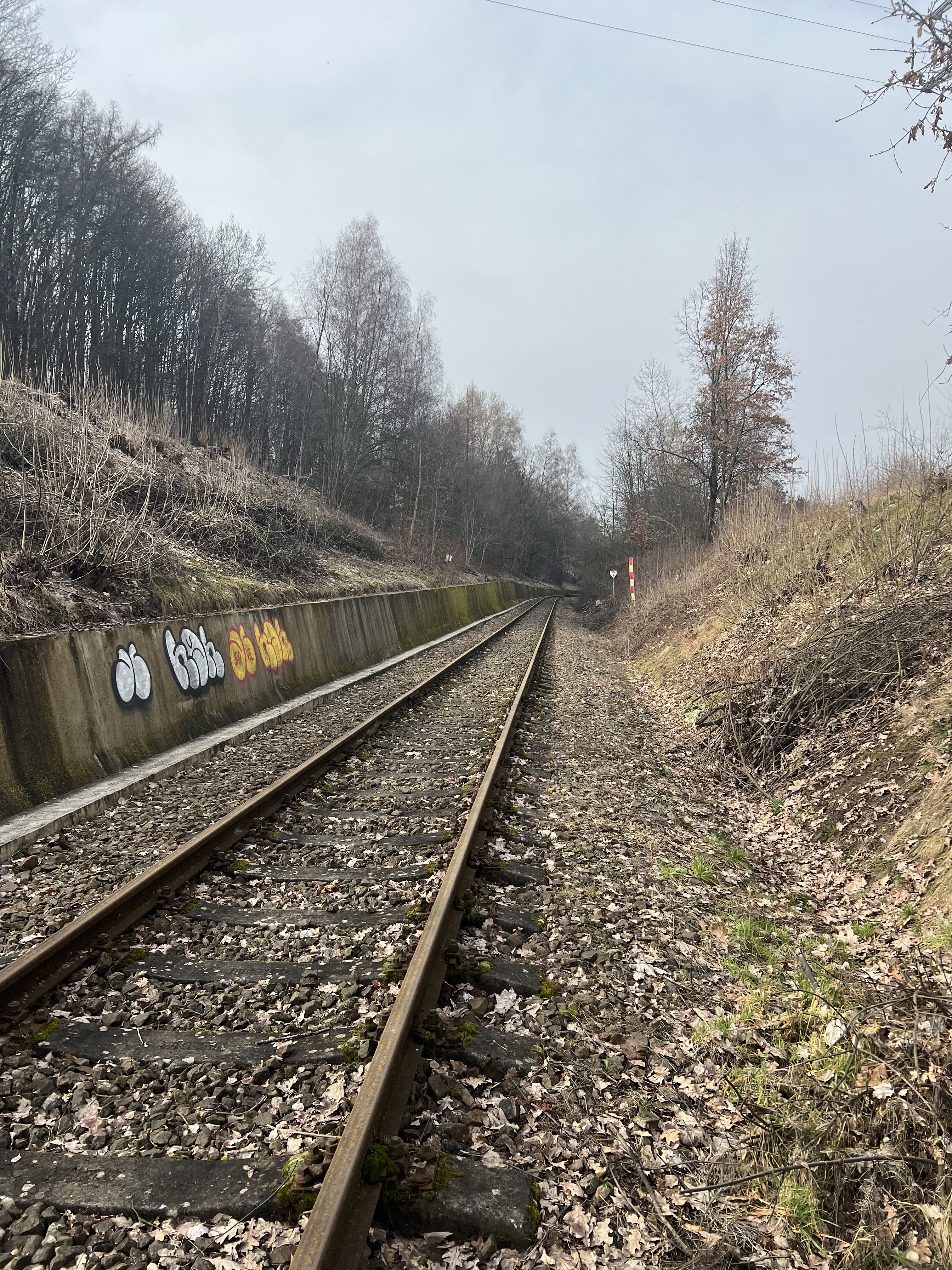
Fotka vlečky vedoucí přes Lipnici, která spojuje vlakové nádraží s královédvorskou teplárnou.

## Pamětihodnosti
- Přírodní památka Čertovy hrady – balvaniště cenomanských pískovců
- Kaple svatého Jana Nepomuckého - katolická kaple

## Hospodářství
Automobilová doprava - OK Trans (dříve Rodos V+J Teodoridis s.r.o.)

## Školství
V Lipnici se v současné době nachází jedna mateřská škola - Matěřská škola Lipnice.